# Concordantiae caritatis

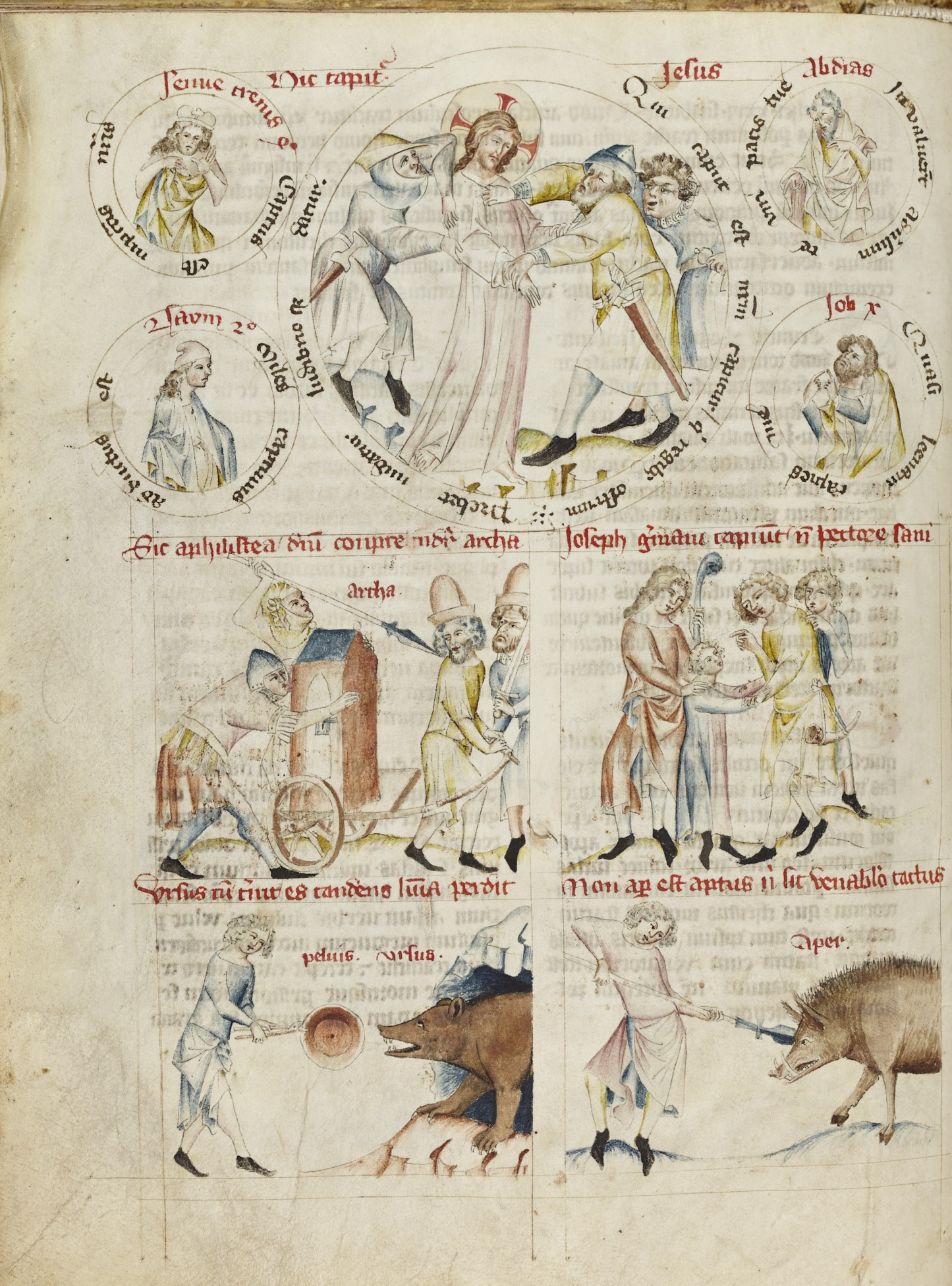
Concordantiae caritatis de Lilienfeld (CLi 151) fol. 80v. Prendimiento de Cristo.

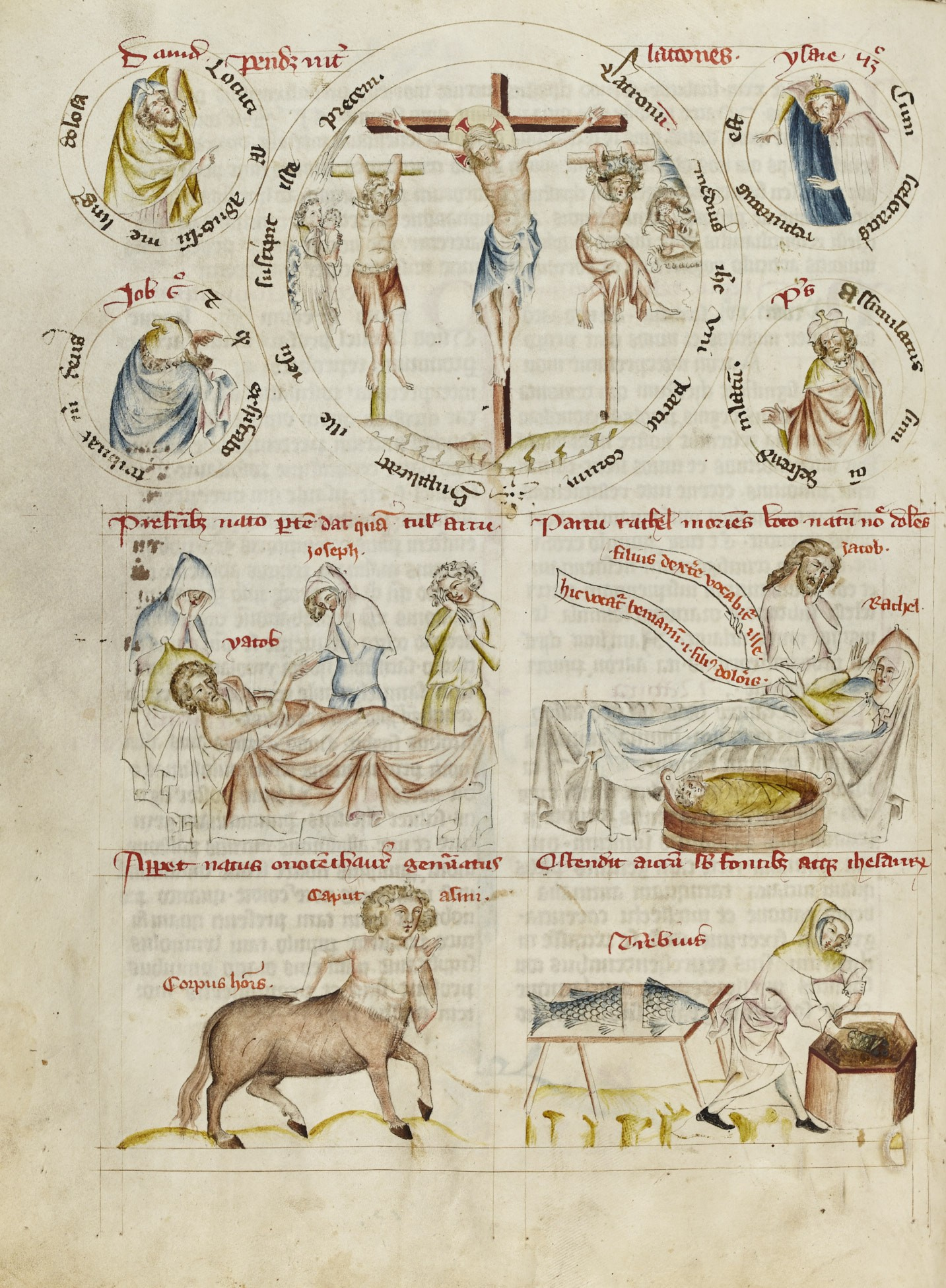
Concordantiae caritatis (CLi 151) fol. 96v. Cristo crucificado y los dos ladrones. En la parte inferior izquierda está el centauro asno.

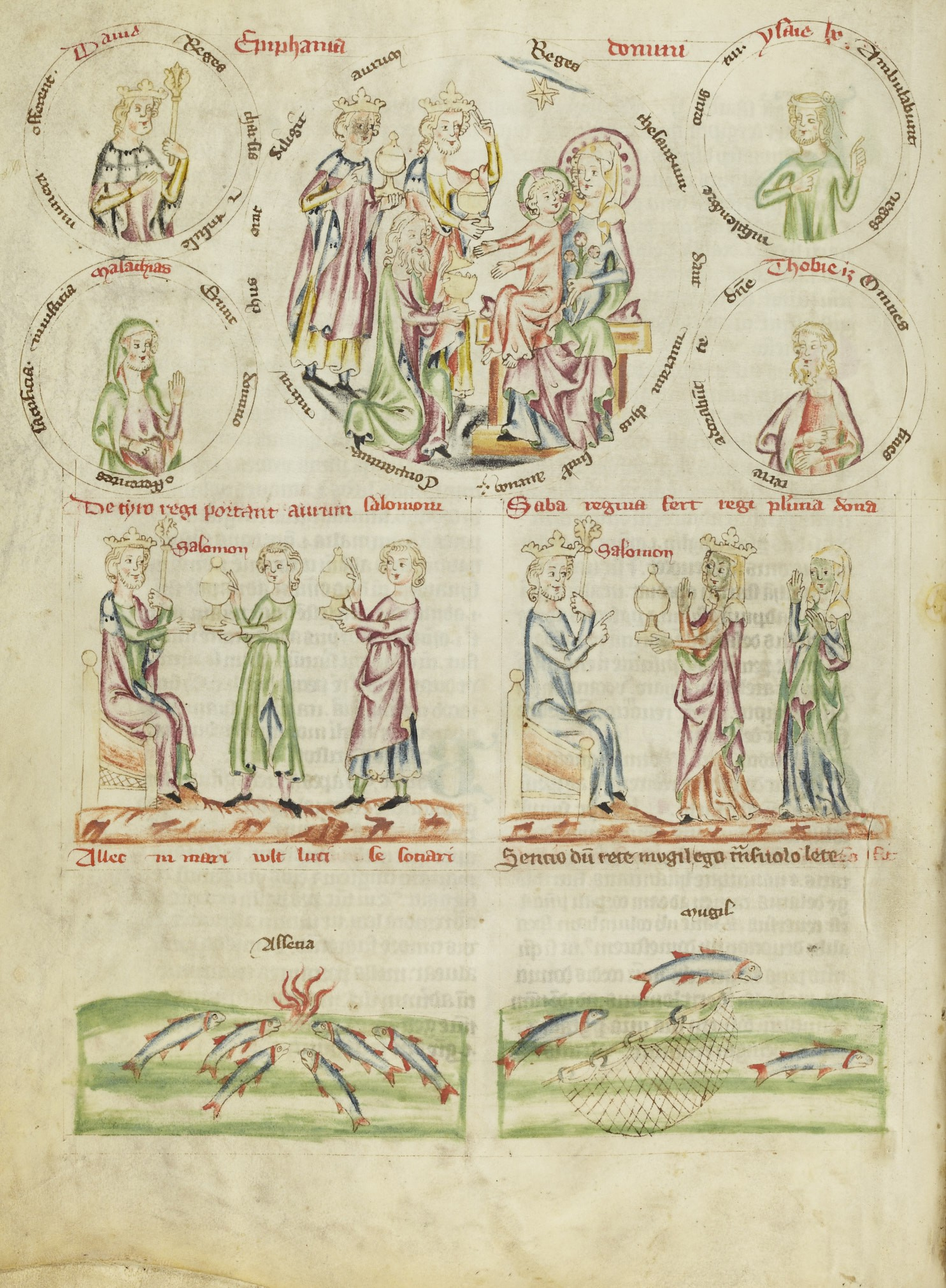
Concordantiae caritatis (CLi 151). En el centro, la adoración de los Magos, a la izquierda David sobre Malaquías, a la derecha Isaías sobre Tobías. En la primera fila, ofrendas al rey Salomón (el rey de Tiro a la izquierda, la reina de Saba a la derecha). Los peces de la izquierda son atraídos por la luz, los de la derecha evitan la red.

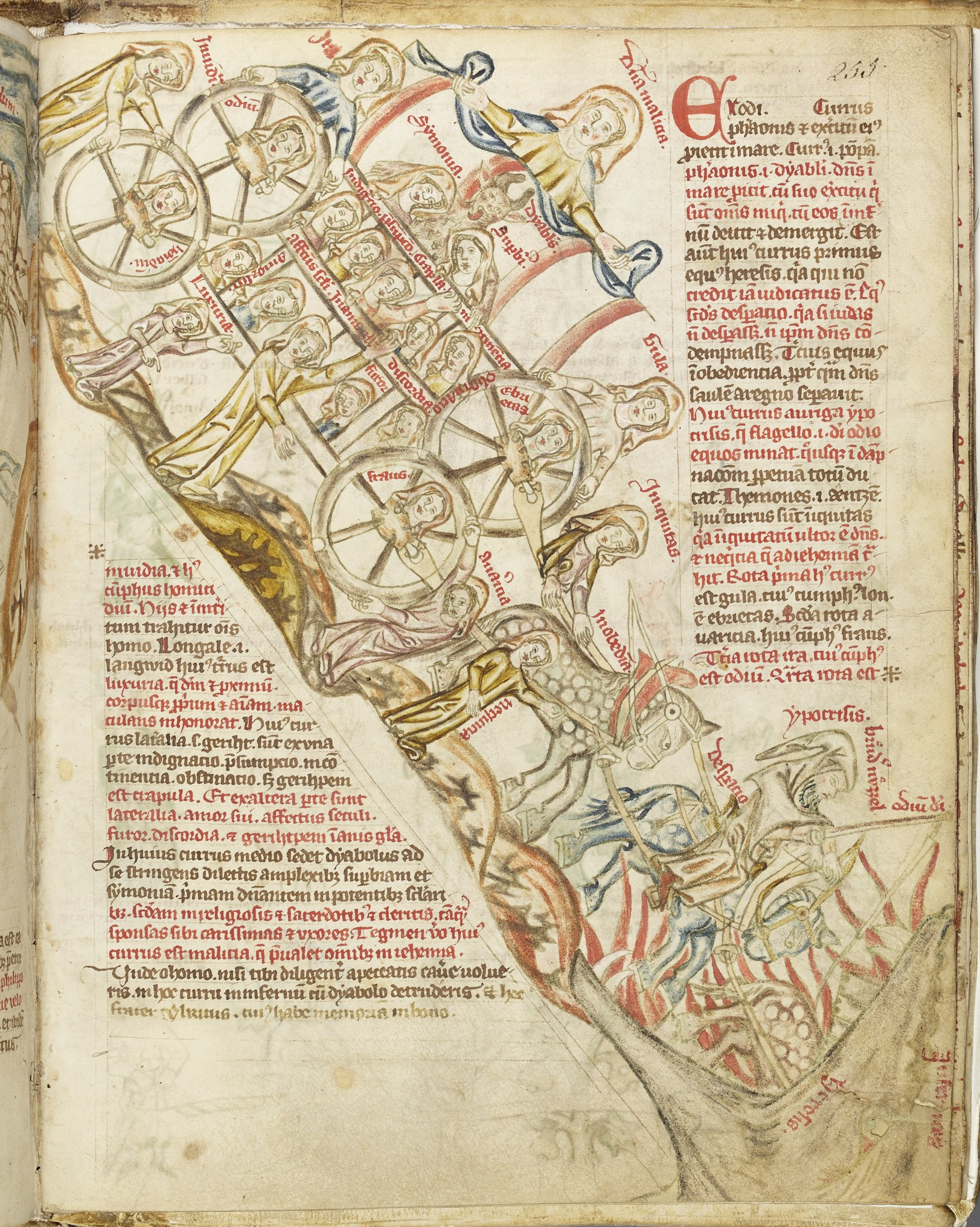
Concordantiae caritatis (CLi 151) fol. 255r. El carro del vicio del faraón cae al pozo del infierno.

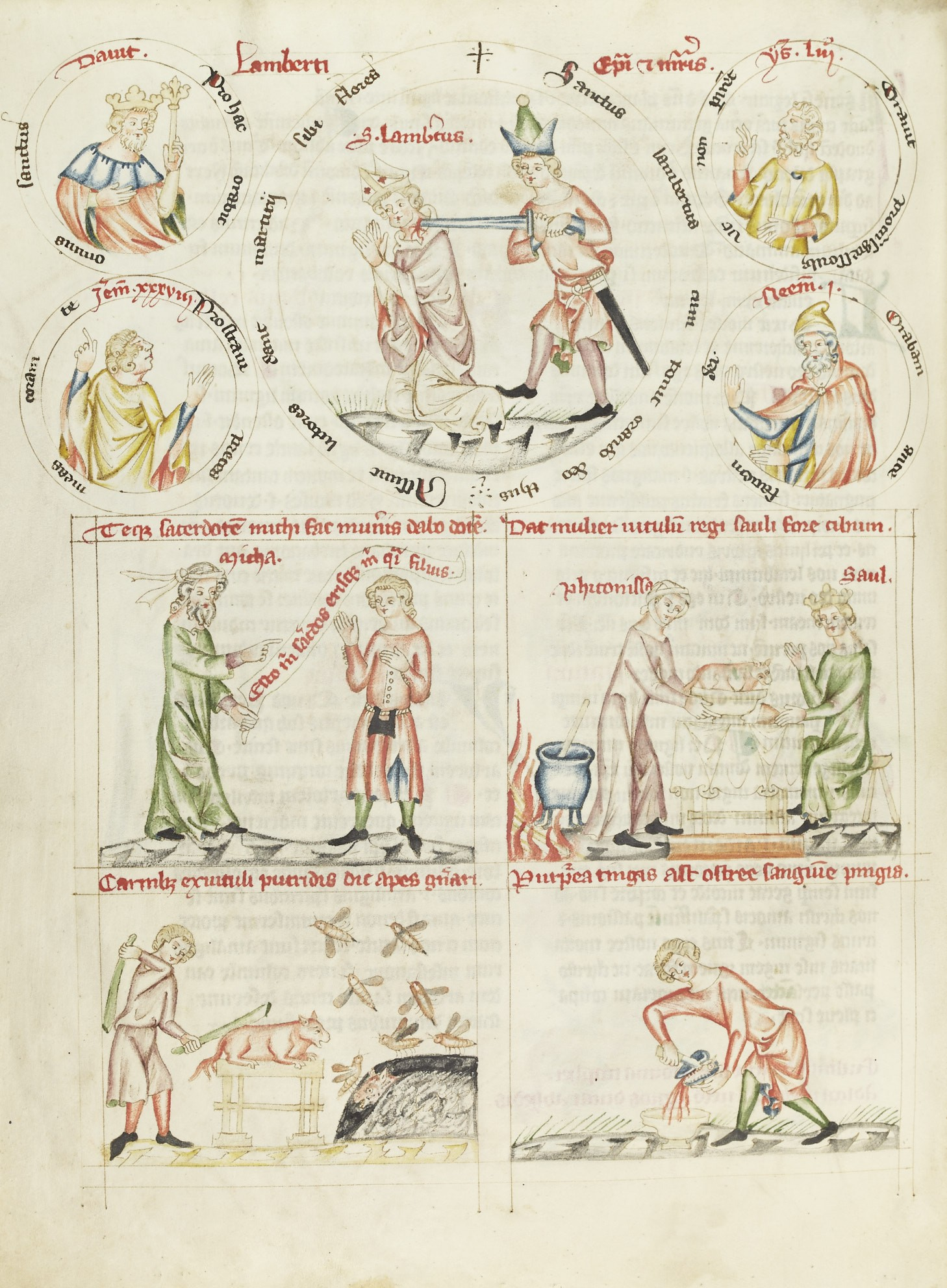
Concordantiae caritatis de Lilienfeld (CLi 151) fol. 213v. San Lamberto, obra del maestro principal.

El Concordantiae caritatis de Lilienfeld es un manuscrito iluminado conservado en la biblioteca de la abadía de Lilienfeld, en la Baja Austria, con la signatura CLi 151 (HS 151). Contiene la Concordantiae caritatis, una obra tipológica de Ulrich von Lilienfeld (n. 1308, en latín: Udalricus Campililiensis), abad del monasterio cisterciense entre 1345 y 1351. La obra fue escrita en latín, principalmente en los años posteriores a su renuncia como abad, aunque contiene algunas secciones más breves y explicaciones contemporáneas en alto alemán medio.
En aproximadamente 250 dibujos a pluma y tinta de color, a página completa, con más de 1.000 escenas individuales y notas explicativas enfrente, Ulrich desarrolló un amplio programa tipológico de imágenes y textos. El manuscrito fue realizado probablemente bajo la supervisión de Ulrich y posiblemente con su participación directa.
El Concordantiae sirvieron de modelo directo o indirecto para otros siete manuscritos iluminados de los siglos XIV y XV, así como para numerosos manuscritos que contienen solo texto que transmiten las concordancias total o parcialmente. 
En 2018, el manuscrito fue incluido en el Registro Nacional de Documentos de la Memoria de Austria de la Unesco.

## Estructura del contenido tipológico
Las 245 representaciones tipológicas que se conservan (de las 248 originales) siguen el mismo patrón: escenas del Antiguo Testamento (el typus) se yuxtaponen a acontecimientos de la vida de Cristo, los apóstoles y los santos (el antitypus). 
Además de las obras de su hermano mayor Christian von Lilienfeld († 1329), Ulrich utilizó como fuentes la literatura tipológica más antigua, como el Pictor in carmine (anterior a 1200), la Rota in medio rotae, el Speculum humanae salvationis y, sobre todo, la Biblia pauperum. Sin embargo, la obra monumental de Ulrich supera con creces a sus modelos en cuanto a alcance. El diseño pictórico de Ulrich se basa en la Biblia pauperum: el antitipo se representa en un medallón circular rodeado de cuatro medallones más pequeños con representaciones de profetas. Ulrich sigue su propio estilo tipográfico: dos escenas del Antiguo Testamento están representadas en campos rectangulares debajo del antitipo. Otros dos campos rectangulares debajo contienen escenas de la naturaleza: principalmente (supuesto) comportamiento animal, incluyendo todo tipo de criaturas míticas, a veces también características de plantas y otros fenómenos naturales. Las escenas de naturaleza también están relacionadas con el acontecimiento correspondiente representado en el antitipo, lo que a menudo resulta poco convincente para los lectores actuales.
Ulrich utilizó principalmente enciclopedias del siglo XIII como fuentes para los ejemplos de la naturaleza: el Liber de natura rerum de Tomás de Cantimpré, el Speculum maius de Vincent de Beauvais y el De proprietatibus rerum de Bartolomeo Ánglico.
Las miniaturas a toda página están en el verso de la página, y el texto explicativo en el recto siguiente, de modo que, cuando el libro está abierto, la imagen puede verse a la izquierda y el texto correspondiente a la derecha. El texto sigue la disposición de las páginas de imágenes: En la parte superior, en una columna a todo lo ancho de la página, hay una breve descripción del antitipo, debajo, en dos columnas, bajo el título Vetus testamentum (Antiguo Testamento), una explicación de los dos tipos del Antiguo Testamento, y debajo las explicaciones de los ejemplos naturales, bajo el título Natura.

## Contenido
Además de las partes tipológicas principales, el manuscrito también contiene algunas secciones ampliamente ilustradas de contenido mixto:
- fol. 1r: Árbol de las ocho Bienaventuranzas.
- fol. 1v: Árbol de los siete trabajos de la Pasión.
- fol. 2r: Prólogo de Ulrich al Concordantiae caritatis.
- fol. 2v–155r: Primera sección principal: Temporale. 153 (de 156 originalmente) grupos de imágenes sobre los domingos y fiestas mayores del año eclesiástico (de tempore), comenzando por el Adviento. Se ha perdido una hoja después de los folios 24, 116 y 125.
- fol. 155r-156v: Resumen del contenido del Speculum humanae salvationis.
- fol. 157v-230r: Segunda sección principal: Sanctorale. 73 grupos de imágenes sobre las fiestas de los santos (de sanctis), también en el orden de las fiestas de los santos en el año litúrgico, empezando por San Andrés (30 de noviembre).
- fol. 230v-249r: Otras secciones tipológicas:
  - fol. 230v-234r: Cuatro grupos de imágenes para la consagración de una iglesia, la Primera misa y el Juicio Final.
  - fol. 234v-239r: Cinco grupos de imágenes relativas al Commune sanctorum (apóstoles, mártires, confesores, vírgenes).
  - fol. 239v-249r: Diez grupos de imágenes sobre los Diez Mandamientos. En cada uno de los ejemplos naturales se representa una de las diez plagas de Egipto.
- fol. 249v-263r: Apéndice de virtudes y vicios.
  - fol. 249v-252v: "Tratado de etimología": La batalla entre los siete pecados capitales y las siete virtudes cardinales se representa como un duelo caballeresco. Se han conservado las batallas entre superbia y humilitas (orgullo y humildad), avaricia y largitas (avaricia y generosidad) y luxuria y castitas (lujuria y castidad). De la batalla entre ira y patientia (ira y paciencia), sólo se conserva la representación de la ira cabalgando un jabalí enfurecido. La representación de la paciencia ha desaparecido debido a la pérdida de hojas, al igual que las batallas entre invidia y caritas, gula y temperantia, accidia y devotio (envidia y amor, gula y templanza, indolencia y devoción).
  - fol. 253r: Miles Christi, el caballero de Cristo está rodeado de virtudes.
  - fol. 254v-255r: Carros de la virtud y del vicio (currus Israel y currus Pharaonis): las virtudes tiran del currus Israel hacia el cielo, mientras que el carro del vicio del Faraón se dirige al pozo del infierno.
  - fol. 255v-256r: Tablas de concordancia para los pecados capitales, donde cada pecado capital corresponde a un animal, una planta, una parte del cuerpo, un daimon o un pueblo bárbaro. Las leyendas están en latín, pero los textos están en alto alemán medio. Debajo figura la inscripción del autor, Hec Ulricus, en latín.
  - fol. 256v-257r: Consejo de los pájaros: dos árboles con pájaros en las ramas con textos en alto alemán medio.
  - fol. 257v-258r: Árbol de las doce edades.
  - fol. 258v: Turris virtutum (Torre de las virtudes) con textos en latín y en alto alemán medio. Debajo hay otra indicación del autor, Hec frater Ulricus.
  - fol. 259r: Tabla con mandamientos morales (latín y alto alemán medio).
  - fol. 259v-260r: Árbol de los 21 malos y los 21 buenos.
  - fol. 260v-262r: Siete árboles de los pecados mortales y de las virtudes cardinales.
  - fol. 262v: Árbol de los doce artículos del Credo.
  - fol. 263r: Árbol de las siete peticiones del Padrenuestro.

## Escritores e ilustradores
Los dibujos coloreados a pluma y tinta para la parte tipológica principal del manuscrito son obra principalmente de un solo ilustrador, el maestro principal, que sigue fielmente las instrucciones de Ulrich. Sus grupos de figuras muestran a menudo poco dinamismo, y casi todas figuras tienen la misma expresión facial inmóvil, que se asemeja a una sonrisa fija.
El llamado "maestro progresista" sólo realizó tres páginas ilustradas (fol. 80v: el prendimiento de Cristo; fol. 81v: Pedro y Malco; fol. 96v: Cristo crucificado y los dos ladrones), pero son de una calidad muy superior a las del maestro principal. Sin embargo, el maestro progresista cometió un grave error: uno de los ejemplos naturales de la crucifixión es un "centauro asno", onocentaurus, según Ulrich un cuerpo humano con cabeza de asno, que representó erróneamente como cuerpo de asno con cabeza humana. El escriba intentó corregir el error etiquetando la cabeza humana como caput asini (cabeza de asno) y el cuerpo como corpus hominis (cuerpo humano).
Otros dos maestros ilustraron el apéndice sobre virtudes y vicios. Martin Roland identifica al maestro 3 con el propio Ulrich, que también contribuyó con algunas figuras a las ilustraciones de la parte principal (fol. 9v, 92v, 139v).
Las páginas de texto fueron realizadas por varios escribas, principalmente utilizando un textualis. Roland identifica a ocho escribas diferentes, aunque atribuye el comienzo hasta el fol. 22r y algunas otras partes del manuscrito al propio Ulrich. También participó como corrector de pruebas y escribió la paráfrasis del Speculum humanae salvationis en fol. 155v-156r, las páginas de texto 196r y 245r (cada una en su característica tinta verde de corrector de pruebas) y el apéndice sobre virtudes y vicios (fol. 249v-263r).

## Descripción del manuscrito

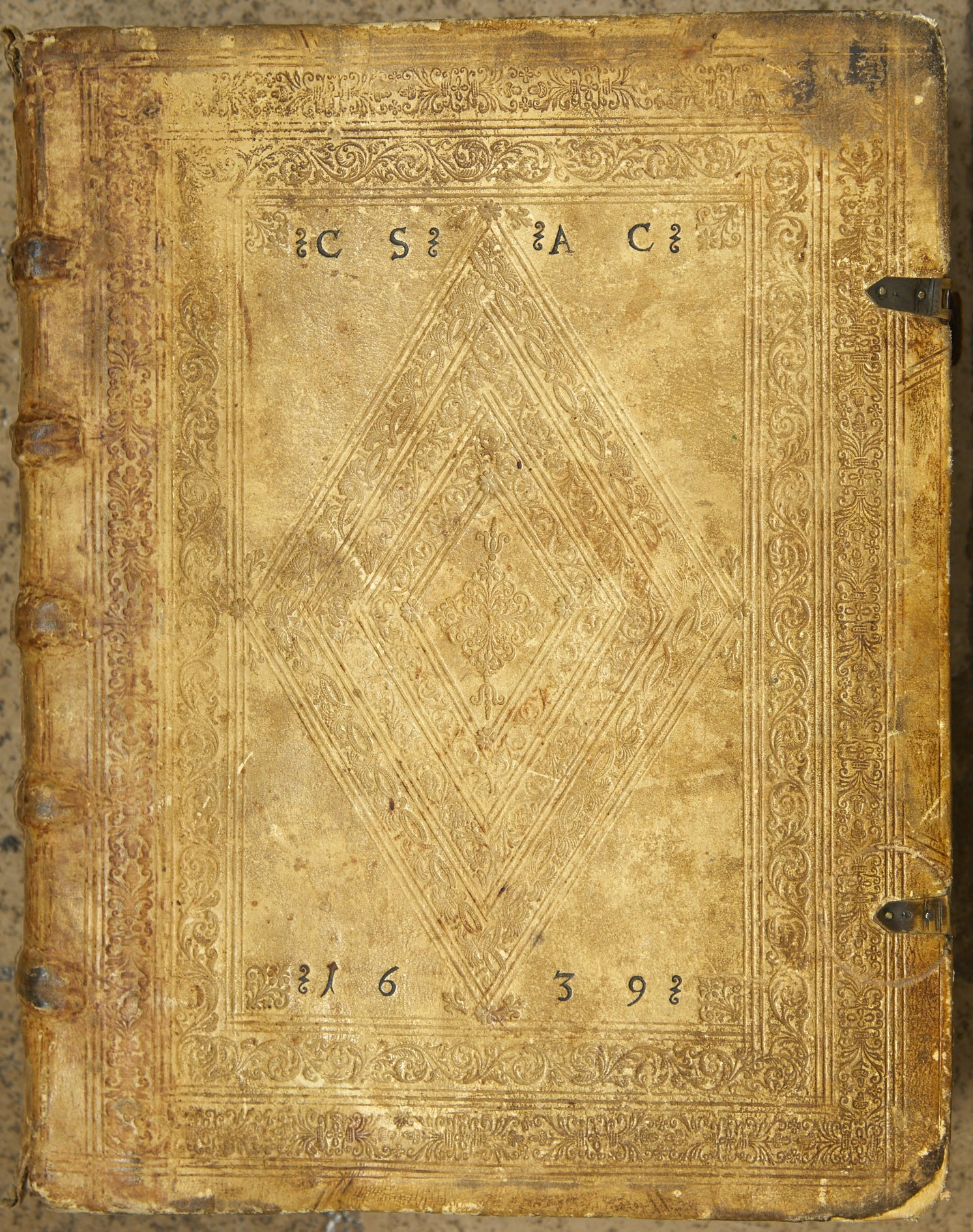
Encuadernación del Concordantiae caritatis (CLi 151). Portada con las iniciales del abad Cornelius Strauch y el año 1639.

El libro en formato folio (foliant) consta de 263 (de las 270 originales) pergaminos hojas de 35 × 27/28 cm. La encuadernación actual hecha de cuero ligero sobre tapas de madera proviene de una nueva encuadernación realizada por el abad Cornelius Strauch en 1639.